# Josef Šípek
Josef Šípek (17. června 1906 Slaný – 19. dubna 1960 Věznice Pankrác) byl český podnikatel, který byl komunistickým režimem v roce 1959 odsouzen k trestu odnětí svobody a o rok později ve věznici zřejmě spáchal sebevraždu.
Narodil se v roce 1906 ve Slaném. Byl podnikatelem v autodopravě. Po únorovém převratu v roce 1948 byl donucen svou živnost znárodnit, čemuž se usilovně dlouhé roky bránil. Po jistou dobu byl umístěn v Psychiatrické léčebně v Bohnicích. V roce 1959 byl odsouzen k trestu odnětí svobody v délce trvání 15 měsíců a převezen do pankrácké věznice. V ní se v dubnu 1960 zřejmě oběsil poté, co dlouhodobě trpěl depresemi. V září 1996 byla ve Slaném k uctění jeho památky instalována pamětní deska, která kromě Josefa Šípka připomíná rovněž rodáka ze Slaného generála René Černého.

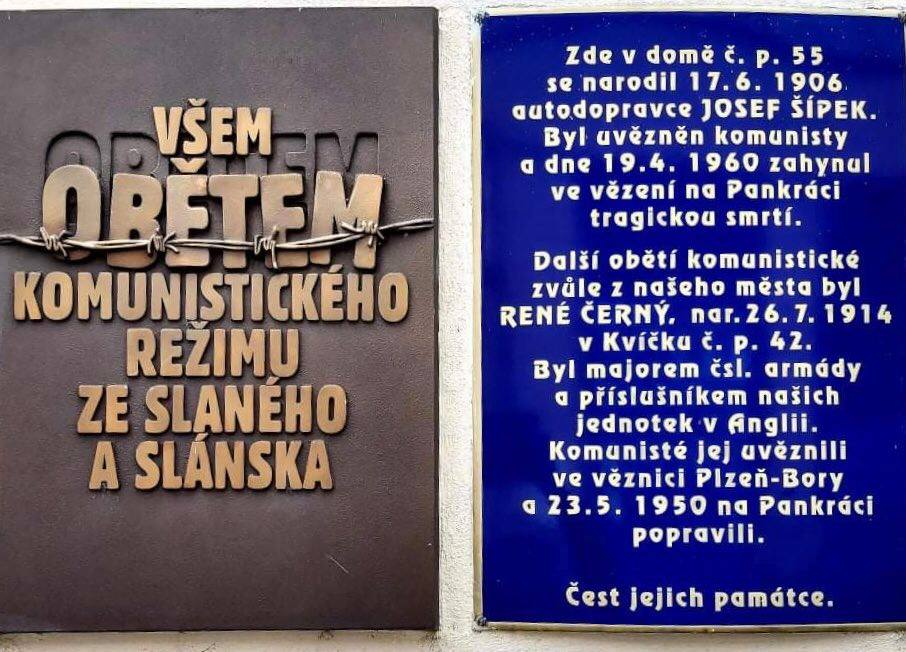
Pamětní deska ve Slaném
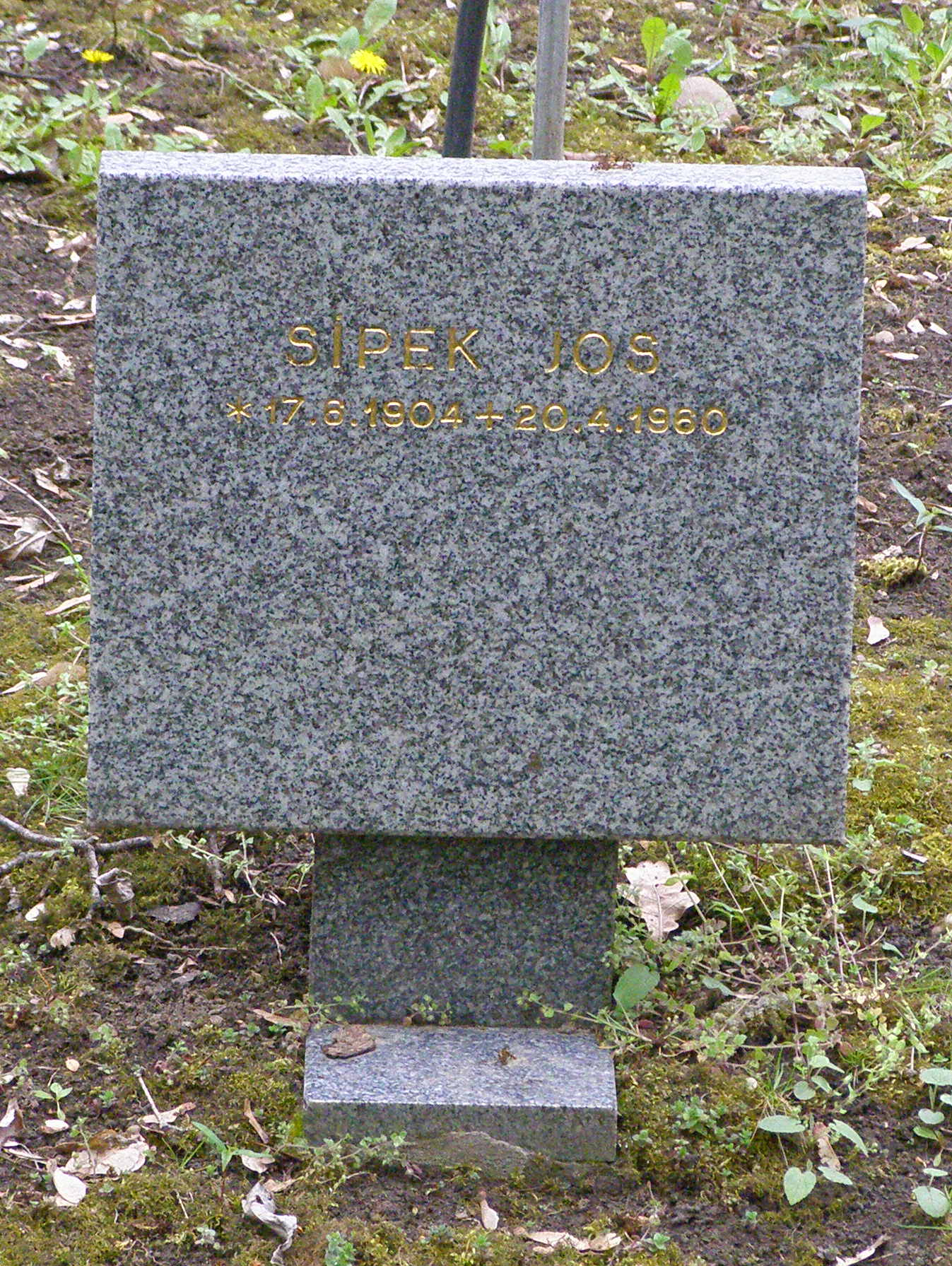
Symbolický hrob na Čestném pohřebišti popravených a umučených z padesátých let – třetí odboj v pražských Ďáblicích